# Mapochia collaris
Mapochia collaris är en insektsart som beskrevs av William Lucas Distant 1910. Mapochia collaris ingår i släktet Mapochia och familjen dvärgstritar. Inga underarter finns listade i Catalogue of Life.